# George Heriot
George Heriot (4 giugno 1563 – 12 febbraio 1624) è stato un orafo e filantropo scozzese.

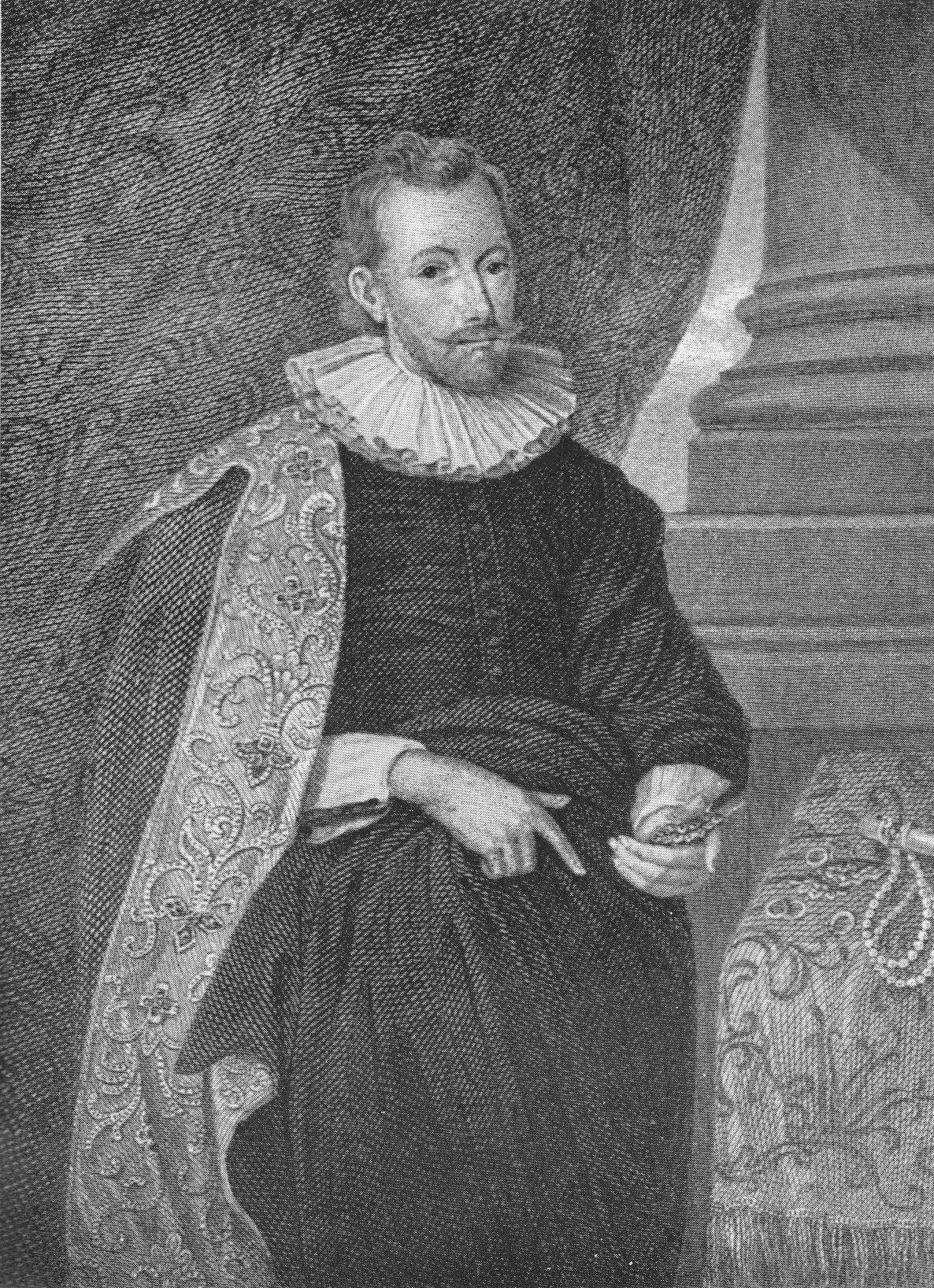
George Heriot

È ricordato principalmente oggi come il fondatore della George Heriot's School, una grande scuola indipendente a Edimburgo; il suo nome è stato dato anche alla Heriot-Watt University, così come a diverse strade (e un pub) nella stessa città.
Heriot era orafo di corte di Anna di Danimarca, moglie del re Giacomo VI di Scozia, nonché del re stesso; divenne molto ricco da questa posizione, e ancora più ricco grazie al prestito di questi soldi al re e al resto della sua corte. Si trasferì a Londra insieme alla corte nel 1603, all'epoca dell'Unione delle Corone, e rimase a Londra fino alla sua morte nel 1624. Si era sposato due volte ma non aveva figli riconosciuti sopravvissuti al momento della sua morte, fondò un ospedale per prendersi cura dei bambini orfani nella sua città natale.

## Biografia
Heriot è nato a Gladsmuir, ( East Lothian), il 4 giugno 1563, figlio maggiore e uno dei dieci di George Heriot ed Elizabeth Balderstone. Suo padre era un affermato orafo di un'antica famiglia dell'Haddingtonshire, che prestava servizio come membro del Parlamento scozzese.
Il 14 gennaio 1586 si fidanzò per sposarsi con Christian Marjoribanks, figlia di Simon Marjoribanks, un borghese della città di Edimburgo e commerciante locale; la coppia avrebbe avuto due figli, che morirono in gioventù. Per celebrare il matrimonio e la fine del suo apprendistato, Heriot ricevette 1500 merk da suo padre per avviare la propria attività, cosa che fece in un piccolo "luckenbooth" vicino alla Cattedrale di Sant'Egidio, sul sito dell'ingresso della moderna Signet Library.
Egli è stato eletto Borghese della città di Edimburgo, nel gennaio 1588, all'età di ventiquattro anni, e nel maggio dello stesso anno è stato ammesso alla Edinburgh Incorporation of Goldsmiths. Nell'ottobre 1593 era stato eletto Diacono degli orafi.